# La Liga
O Campeonato Nacional de Liga de Primera División, comumente conhecido como Primera División ou La Liga, e oficialmente conhecido como LALIGA EA SPORTS (estilizado tudo em maíusculas) por razões de patrocínio, é a primeira divisão de futebol profissional masculino do sistema de ligas da Espanha. Administrado pela Liga Nacional de Fútbol Profesional, é disputada por vinte clubes sob o sistema de disputa de pontos corridos com jogos de ida e volta entre os vinte times,com o campeonato tendo 38 rodadas no total.

## Introdução

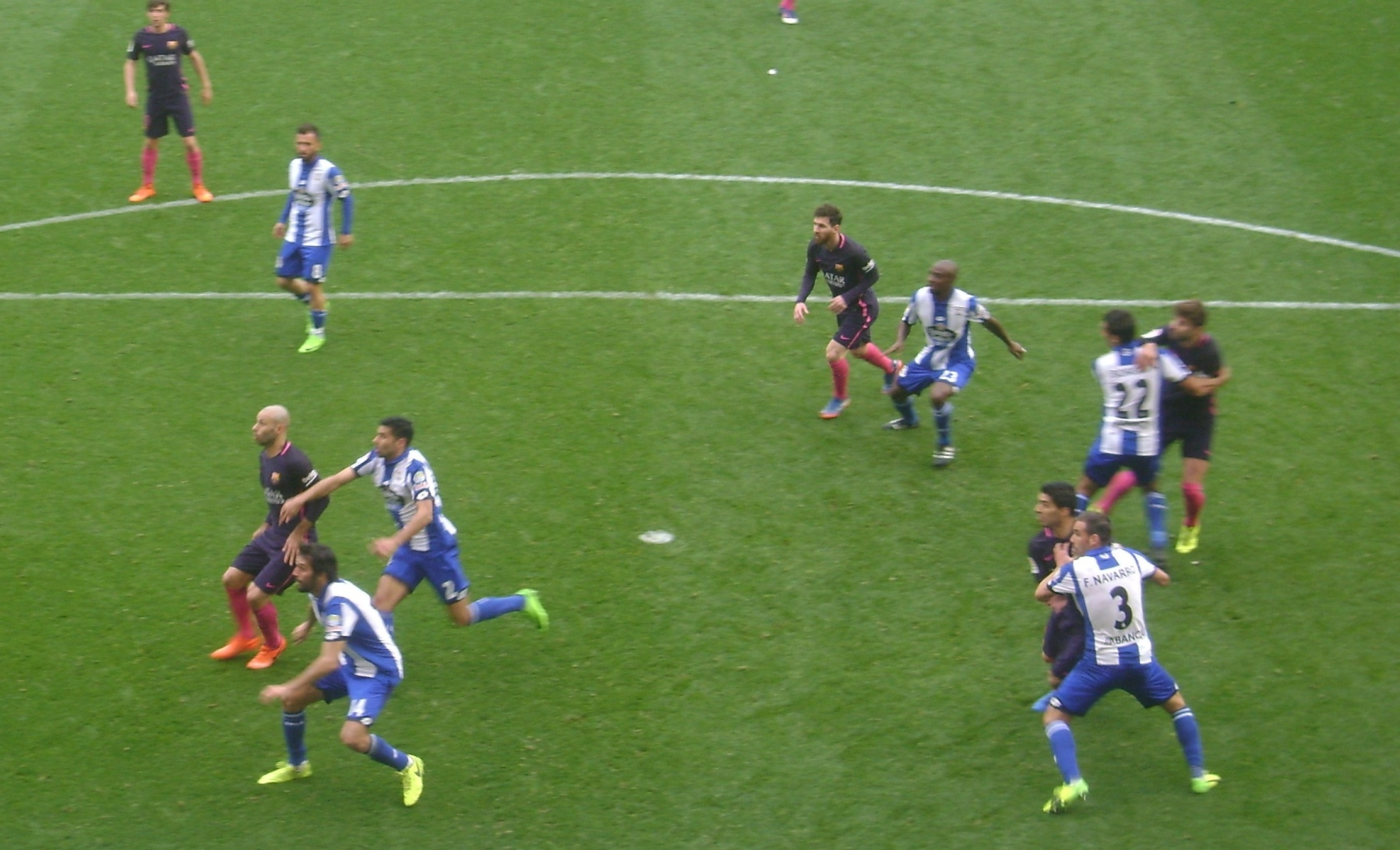
Partida disputada entre o Deportivo La Coruña e o Barcelona na temporada 2016–17

Segundo o ranking anual da Federação Internacional de História e Estatísticas do Futebol (IFFHF), a La Liga é a melhor liga de futebol do mundo e também é tida como a segunda liga mais forte da última década na Europa, sendo superada apenas pela liga inglesa (Premier League).
No entanto, a La Liga apresenta uma baixa competitividade. A dupla Real Madrid e Barcelona detém a grande maioria dos títulos, 60 no total. Das últimas 10 edições, nove foram ganhas por eles, sendo que em sete Real e Barça se revezaram como campeão e vice, apenas com o Atlético de Madrid se metendo entre eles. Nos últimos 20, 17 foram vencidos pela dupla, o que a faz a liga com o campeonato menos competitivo dos cinco mais importantes da Europa (Inglaterra, Itália, França, Alemanha e Espanha).
Atlético de Madrid, Athletic de Bilbao e Valencia formam um segundo grupo das equipes mais vencedores da Espanha, vide rankings de títulos e de pontos conquistados, detendo estes clubes no conjunto um total de 24 títulos.
Um terceiro grupo é formado por Real Sociedad, com dois títulos, e Deportivo La Coruña, Sevilla e Betis, com um título cada. Somados, são nove o número de clubes que já se sagraram campeões espanhóis.
Uma análise do ranking de vice campeões não mostra resultado muito diferente, pois Real Madrid e Barcelona somam 49 vices, contra 23 do segundo grupo (Atlético, Athletic e Valência), 12 de três equipes que completam a relação de campeões (Real Sociedad, La Coruña e Sevilla), contra um único vice campeonato de outros cinco clubes que nunca foram campeões (Real Sporting de Gijón, Real Santander, Zaragoza, Las Palmas e Villarreal).
No século XXI, apenas quatro clubes foram campeões: Barcelona (10), Real Madrid (6), Valencia (2) e Atlético de Madrid (1). Conseguiram o vice-campeonato, além daqueles que foram campeões, La Coruña (2), Real Sociedad e Villareal (1), nenhum deles a partir da década de 2010.
O primeiro classificado ao final do campeonato sagra-se campeão espanhol, e junto com o segundo, terceiro e quarto classificam-se para a Liga dos Campeões da UEFA. Os clubes que terminarem no quinto e sexto posto classificam-se para a Liga Europa da UEFA. Os três últimos são rebaixados para a Segunda División.
Apenas Real Madrid, Barcelona e Athletic Bilbao nunca foram rebaixados para a Segunda Divisão.
Os três maiores vitoriosos do campeonato - Real Madrid, Barcelona e Atlético de Madrid - são também as únicas equipas da Espanha campeães mundiais.
Na maior competição europeia, a Liga dos Campeões da UEFA, o Real Madrid é o maior vencedor, com 14 títulos de campeão, com o Barcelona tendo 5 conquistas. Atlético de Madrid e Valencia sagraram-se vice-campeões em 3 e 2 ocasiões respectivamente, sendo portanto 4, o número de finalistas espanhóis, com La Coruña e Villareal alcançando as semifinais em uma ocasião cada um.
Madrid (44) e Barcelona (26), são as cidades que concentram a maioria dos títulos espanhóis.

## Temporada 2024–25
Estádios
| Time               | Cidade                     | Estádio                       | Capacidade |
| ------------------ | -------------------------- | ----------------------------- | ---------- |
| Alavés             | Vitoria-Gasteiz            | Mendizorroza                  | 19.840     |
| Athletic Club      | Bilbau                     | San Mamés                     | 53.289     |
| Atlético de Madrid | Madrid                     | Wanda Metropolitano           | 67.703     |
| Barcelona          | Barcelona                  | Camp Nou                      | 99.786     |
| Betis              | Sevilha                    | Benito Villamarín             | 52.500     |
| Celta de Vigo      | Vigo                       | Balaídos                      | 31.800     |
| Espanyol           | Barcelona                  | Cornellà-El Prat              | 40.500     |
| Getafe             | Getafe                     | Coliseum Alfonso Pérez        | 17.393     |
| Girona             | Girona                     | Estádio Montilivi             | 13.500     |
| Las Palmas         | Las Palmas de Gran Canaria | Estádio Gran Canaria          | 32.400     |
| Leganés            | Leganés                    | Estádio Municipal de Butarque | 12,454     |
| Mallorca           | Mallorca                   | Iberostar                     | 23.142     |
| Osasuna            | Pamplona                   | El Sadar                      | 18.375     |
| Rayo Vallecano     | Madrid                     | Campo de Fútbol de Vallecas   | 14.708     |
| Real Madrid        | Madrid                     | Santiago Bernabéu             | 81.044     |
| Real Sociedad      | San Sebastián              | Anoeta                        | 32.076     |
| Sevilla            | Sevilha                    | Ramón Sánchez Pizjuán         | 45.500     |
| Valencia           | Valencia                   | Mestalla                      | 55.000     |
| Valladolid         | Valladolid                 | José Zorrilla                 | 27.846     |
| Villarreal         | Vila-real                  | El Madrigal                   | 25.000     |

### Técnicos e patrocínio
| Time            | Dono do clube         | Técnico              | Capitão          | Material esportivo | Patrocinador                                |
| --------------- | --------------------- | -------------------- | ---------------- | ------------------ | ------------------------------------------- |
| Alavés          | Alfonso Fernández     | Luis García Plaza    | Luis Rioja       | Puma               | BetWay                                      |
| Athletic Bilbao | Aitor Elizegi         | Ernesto Valverde     | Iker Muniain     | New Balance        | Petronor & DIGI                             |
| Atlético Madrid | Enrique Cerezo        | Diego Simeone        | Koke             | Nike               | Plus 500                                    |
| Barcelona       | Joan Laporta          | Hans Flick           | Ter Stegen       | Nike               | Spotify                                     |
| Betis           | Ángel Haro            | Manuel Pellegrini    | Andrés Guardado  | Kappa              | Não possui                                  |
| Celta de Vigo   | Carlos Mouriño        | Carlos Carvalhal     | Iago Aspas       | Adidas             | Estrella Galicia4                           |
| Espanyol        | Al-Saad Group         | Luis García          | Javi Puado       | Kelme              | Dani                                        |
| Getafe          | Ángel Torres          | José Bordalás        | Djené Dakonam    | Joma               | Tecnocasa Group                             |
| Girona          | Delfí Geli            | Míchel               | Cristhian Stuani | Puma               | Marathon Bet                                |
| Las Palmas      | Miguel Ángel Ramírez  | García Pimienta      | Jonathan Viera   | Hummel             | Gran Canaria                                |
| Leganés         | Jeff Luhnow           | Borja Jiménez        | Sergio González  | Joma               | Betway                                      |
| Mallorca        | Andy Kohlberg         | Javier Aguirre       | Antonio Raillo   | Nike               |                                             |
| Osasuna         | Luis Sabalza Iriarte  | Jagoba Arrasate      | David García     | Adidas             |                                             |
| Rayo Vallecano  | Raúl Martín Presa     | Andoni Iraola        | Óscar Trejo      | Kelme              | Nevir                                       |
| Real Madrid     | Florentino Pérez      | Carlo Ancelotti      | Luka Modrić      | Adidas             | Fly Emirates5                               |
| Real Sociedad   | Jokin Aperribay       | Immanol Alguacil     | Mikel Oyarzabal  | Macron             | Reale Seguros                               |
| Sevilla         | José Castro Carmona   | José Luis Mendilibar | Jesús Navas      | Castore            | Playtika                                    |
| Valencia        | Amadeo Salvo          | Rubén Baraja         | José Gayà        | Adidas             | Estrella, Damm\|Coca-Cola & Gol Televisión1 |
| Valladolid      | Ronaldo Nazário       | Diego Cocca          | Javi Sánchez     | Kappa              | Estrella Galicia JD Sports                  |
| Villarreal      | Fernando Roig Alfonso | Quique Setién        | Raúl Albiol      | Joma               | Pamesa Cerámica                             |

1. ↑ Na parte de trás da camisa.
3. ↑ Nos calções
4. ↑ Além disso, kits de arbitragem estão sendo feitos pela Adidas, promovido pela Würth e Indomie e Nike tem uma nova bola de jogo, a Ordem LFP.

## Campeões

### Por temporada
| Ano     | Campeão                 | Vice-campeão        | Terceiro lugar      | Quarto lugar        | Melhor(es) marcador(es)                                                                      |
| 2024–25 | Barcelona (28)          | Real Madrid         | Atlético de Madrid  | Athletic Bilbao     | Kylian Mbappé (Real Madrid), 31                                                              |
| 2023–24 | Real Madrid (36)        | Barcelona           | Girona              | Atlético de Madrid  | Artem Dovbyk (Girona), 24                                                                    |
| 2022–23 | Barcelona (27)          | Real Madrid         | Atlético de Madrid  | Real Sociedad       | Robert Lewandowski (Barcelona), 23                                                           |
| 2021–22 | Real Madrid (35)        | Barcelona           | Atlético de Madrid  | Sevilla             | Karim Benzema (Real Madrid), 27                                                              |
| 2020–21 | Atlético de Madrid (11) | Real Madrid         | Barcelona           | Sevilla             | Lionel Messi (Barcelona), 30                                                                 |
| 2019–20 | Real Madrid (34)        | Barcelona           | Atlético de Madrid  | Sevilla             | Lionel Messi (Barcelona), 25                                                                 |
| 2018–19 | Barcelona (26)          | Atlético de Madrid  | Real Madrid         | Valencia            | Lionel Messi (Barcelona), 36                                                                 |
| 2017–18 | Barcelona (25)          | Atlético de Madrid  | Real Madrid         | Valencia            | Lionel Messi (Barcelona), 34                                                                 |
| 2016–17 | Real Madrid (33)        | Barcelona           | Atlético de Madrid  | Sevilla             | Lionel Messi (Barcelona), 37                                                                 |
| 2015–16 | Barcelona (24)          | Real Madrid         | Atlético de Madrid  | Villareal           | Luis Suárez (Barcelona), 40                                                                  |
| 2014–15 | Barcelona (23)          | Real Madrid         | Atlético de Madrid  | Valencia            | Cristiano Ronaldo (Real Madrid), 48                                                          |
| 2013–14 | Atlético de Madrid (10) | Barcelona           | Real Madrid         | Athletic Bilbao     | Cristiano Ronaldo (Real Madrid), 31                                                          |
| 2012–13 | Barcelona (22)          | Real Madrid         | Atlético de Madrid  | Real Sociedad       | Lionel Messi (Barcelona), 46                                                                 |
| 2011–12 | Real Madrid (32)        | Barcelona           | Valencia            | Málaga              | Lionel Messi (Barcelona), 50                                                                 |
| 2010–11 | Barcelona (21)          | Real Madrid         | Valencia            | Villareal           | Cristiano Ronaldo (Real Madrid), 40                                                          |
| 2009–10 | Barcelona (20)          | Real Madrid         | Valencia            | Sevilla             | Lionel Messi (Barcelona), 34                                                                 |
| 2008–09 | Barcelona (19)          | Real Madrid         | Sevilla             | Atlético de Madrid  | Diego Forlán (Atlético de Madrid), 32                                                        |
| 2007–08 | Real Madrid (31)        | Villareal           | Barcelona           | Atlético de Madrid  | Daniel Güiza (Real Mallorca), 27                                                             |
| 2006–07 | Real Madrid (30)        | Barcelona           | Sevilla             | Valencia            | Ruud Van Nistelrooy (Real Madrid), 25                                                        |
| 2005–06 | Barcelona (18)          | Real Madrid         | Valencia            | Osasuna             | Samuel Eto'o (Barcelona), 26                                                                 |
| 2004–05 | Barcelona (17)          | Real Madrid         | Villarreal          | Real Betis          | Diego Forlán (Villarreal), 25                                                                |
| 2003–04 | Valencia (6)            | Barcelona           | Deportivo La Coruña | Real Madrid         | Ronaldo (Real Madrid), 24                                                                    |
| 2002–03 | Real Madrid (29)        | Real Sociedad       | Deportivo La Coruña | Celta de Vigo       | Roy Makaay (Deportivo La Coruña), 29                                                         |
| 2001–02 | Valencia (5)            | Deportivo La Coruña | Real Madrid         | Barcelona           | Diego Tristán (Deportivo La Coruña), 21                                                      |
| 2000–01 | Real Madrid (28)        | Deportivo La Coruña | Mallorca            | Barcelona           | Raúl (Real Madrid), 24                                                                       |
| 1999–00 | Deportivo La Coruña (1) | Barcelona           | Valencia            | Real Zaragoza       | Salva Ballesta (Racing Santander), 27                                                        |
| 1998–99 | Barcelona (16)          | Real Madrid         | Mallorca            | Valencia            | Raúl (Real Madrid), 24                                                                       |
| 1997–98 | Barcelona (15)          | Athletic Bilbao     | Real Sociedad       | Real Madrid         | Christian Vieri (Atlético de Madrid), 24                                                     |
| 1996–97 | Real Madrid (27)        | Barcelona           | Deportivo La Coruña | Real Betis          | Ronaldo (Barcelona), 34                                                                      |
| 1995–96 | Atlético de Madrid (9)  | Valencia            | Barcelona           | Espanyol            | Juan Antonio Pizzi (Tenerife), 31                                                            |
| 1994–95 | Real Madrid (26)        | Deportivo La Coruña | Real Betis          | Barcelona           | Iván Zamorano (Real Madrid), 28                                                              |
| 1993–94 | Barcelona (14)          | Deportivo La Coruña | Real Zaragoza       | Real Madrid         | Romário (Barcelona), 30                                                                      |
| 1992–93 | Barcelona (13)          | Real Madrid         | Deportivo La Coruña | Valencia            | Bebeto (Deportivo La Coruña), 29                                                             |
| 1991–92 | Barcelona (12)          | Real Madrid         | Atlético de Madrid  | Valencia            | Manolo (Atlético de Madrid), 27                                                              |
| 1990–91 | Barcelona (11)          | Atlético de Madrid  | Real Madrid         | Osasuna             | Emilio Butragueño (Real Madrid), 26                                                          |
| 1989–90 | Real Madrid (25)        | Valencia            | Barcelona           | Atlético de Madrid  | Hugo Sánchez (Real Madrid), 38                                                               |
| 1988–89 | Real Madrid (24)        | Barcelona           | Valencia            | Atlético de Madrid  | Baltazar (Atlético de Madrid), 35                                                            |
| 1987–88 | Real Madrid (23)        | Real Sociedad       | Atlético de Madrid  | Athletic Bilbao     | Hugo Sánchez (Real Madrid), 29                                                               |
| 1986–87 | Real Madrid (22)        | Barcelona           | Español             | Sporting de Gijón   | Hugo Sánchez (Real Madrid), 34                                                               |
| 1985–86 | Real Madrid (21)        | Barcelona           | Athletic Bilbao     | Real Zaragoza       | Hugo Sánchez (Real Madrid), 22                                                               |
| 1984–85 | Barcelona (10)          | Atlético de Madrid  | Athletic Bilbao     | Sporting de Gijón   | Hugo Sánchez (Atlético de Madrid), 19                                                        |
| 1983–84 | Athletic Bilbao (8)     | Real Madrid         | Barcelona           | Atlético de Madrid  | Juanito (Real Madrid) Jorge da Silva (Real Valladolid), 17                                   |
| 1982–83 | Athletic Bilbao (7)     | Real Madrid         | Atlético de Madrid  | Barcelona           | Hipólito Rincón (Real Betis), 20                                                             |
| 1981–82 | Real Sociedad (2)       | Barcelona           | Real Madrid         | Athletic Bilbao     | Quini (Barcelona), 26                                                                        |
| 1980–81 | Real Sociedad (1)       | Real Madrid         | Atlético de Madrid  | Valencia            | Quini (Barcelona), 20                                                                        |
| 1979–80 | Real Madrid (20)        | Real Sociedad       | Sporting de Gijón   | Barcelona           | Quini (Sporting Gijón), 24                                                                   |
| 1978–79 | Real Madrid (19)        | Sporting de Gijón   | Atlético de Madrid  | Real Sociedad       | Hans Krankl (Barcelona), 29                                                                  |
| 1977–78 | Real Madrid (18)        | Barcelona           | Athletic Bilbao     | Valencia            | Mario Kempes (Valencia), 28                                                                  |
| 1976–77 | Atlético de Madrid (8)  | Barcelona           | Athletic Bilbao     | Las Palmas          | Mario Kempes (Valencia), 24                                                                  |
| 1975–76 | Real Madrid (17)        | Barcelona           | Atlético de Madrid  | Español             | Quini (Sporting Gijón), 21                                                                   |
| 1974–75 | Real Madrid (16)        | Real Zaragoza       | Barcelona           | Real Sociedad       | Carlos (Athletic Bilbao), 19                                                                 |
| 1973–74 | Barcelona (9)           | Atlético de Madrid  | Real Zaragoza       | Real Sociedad       | Quini (Sporting Gijón), 20                                                                   |
| 1972–73 | Atlético de Madrid (7)  | Barcelona           | Español             | Real Madrid         | Marianín (Real Oviedo), 19                                                                   |
| 1971–72 | Real Madrid (15)        | Valencia            | Barcelona           | Atlético de Madrid  | Enrique Porta, (Granada) 20                                                                  |
| 1970–71 | Valencia (4)            | Barcelona           | Atlético de Madrid  | Real Madrid         | Carles Rexach (Barcelona) José Eulogio Gárate (Atlético de Madrid), 17                       |
| 1969–70 | Atlético de Madrid (6)  | Athletic de Bilbao  | Sevilla             | Barcelona           | Luis (Atlético de Madrid) José Eulogio Gárate (Atlético de Madrid) Amancio (Real Madrid), 16 |
| 1968–69 | Real Madrid (14)        | Las Palmas          | Barcelona           | Sabadell            | José Eulogio Gárate (Atlético de Madrid) Amancio (Real Madrid), 14                           |
| 1967–68 | Real Madrid (13)        | Barcelona           | Las Palmas          | Valencia            | Fidel Uriarte (Atlético Bilbao), 22                                                          |
| 1966–67 | Real Madrid (12)        | Barcelona           | Español             | Atlético de Madrid  | Waldo (Valencia), 24                                                                         |
| 1965–66 | Atlético de Madrid (5)  | Real Madrid         | Barcelona           | Real Zaragoza       | Vavá II (Elche), 19                                                                          |
| 1964–65 | Real Madrid (11)        | Atlético de Madrid  | Real Zaragoza       | Valencia            | Cayetano Ré (Barcelona), 25                                                                  |
| 1963–64 | Real Madrid (10)        | Barcelona           | Real Betis          | Real Zaragoza       | Ferenc Puskás (Real Madrid), 20                                                              |
| 1962–63 | Real Madrid (9)         | Atlético de Madrid  | Real Oviedo         | Real Valladolid     | Ferenc Puskás (Real Madrid), 26                                                              |
| 1961–62 | Real Madrid (8)         | Barcelona           | Atlético de Madrid  | Real Zaragoza       | Seminario (Real Zaragoza), 26                                                                |
| 1960–61 | Real Madrid (7)         | Atlético de Madrid  | Real Zaragoza       | Barcelona           | Ferenc Puskás (Real Madrid), 27                                                              |
| 1959–60 | Barcelona (8)           | Real Madrid         | Atlético Bilbao     | Sevilla             | Ferenc Puskás (Real Madrid), 25                                                              |
| 1958–59 | Barcelona (7)           | Real Madrid         | Atlético Bilbao     | Valencia            | Alfredo di Stéfano (Real Madrid), 23                                                         |
| 1957–58 | Real Madrid (6)         | Atlético de Madrid  | Barcelona           | Valencia            | Alfredo di Stéfano (Real Madrid) Ricardo (Valencia) Manuel Badenes (Real Valladolid), 19     |
| 1956–57 | Real Madrid (5)         | Sevilla             | Barcelona           | Atlético Bilbao     | Alfredo di Stéfano (Real Madrid), 31                                                         |
| 1955–56 | Atlético Bilbao (6)     | Barcelona           | Real Madrid         | Sevilla             | Alfredo di Stéfano (Real Madrid), 24                                                         |
| 1954–55 | Real Madrid (4)         | Barcelona           | Atlético Bilbao     | Sevilla             | Juan Arza (Sevilla), 28                                                                      |
| 1953–54 | Real Madrid (3)         | Barcelona           | Valencia            | Español             | Alfredo di Stéfano (Real Madrid), 29                                                         |
| 1952–53 | Barcelona (6)           | Valencia            | Real Madrid         | Español             | Telmo Zarra (Atlético Bilbao), 24                                                            |
| 1951–52 | Barcelona (5)           | Atlético Bilbao     | Real Madrid         | Atlético de Madrid  | Pahiño (Real Madrid), 28                                                                     |
| 1950–51 | Atlético de Madrid (4)  | Sevilla             | Valencia            | Barcelona           | Telmo Zarra (Athletic Bilbao), 38                                                            |
| 1949–50 | Atlético de Madrid (3)  | Deportivo La Coruña | Valencia            | Real Madrid         | Telmo Zarra (Athletic Bilbao), 25                                                            |
| 1948–49 | Barcelona (4)           | Valencia            | Real Madrid         | Atlético de Madrid  | César (Barcelona), 28                                                                        |
| 1947–48 | Barcelona (3)           | Valencia            | Atlético de Madrid  | Celta               | Pahiño (Celta), 23                                                                           |
| 1946–47 | Valencia (3)            | Athletic Bilbao     | Atlético de Madrid  | Barcelona           | Telmo Zarra (Athletic Bilbao), 34                                                            |
| 1945–46 | Sevilla (1)             | Barcelona           | Athletic Bilbao     | Real Madrid         | Telmo Zarra (Athletic Bilbao), 24                                                            |
| 1944–45 | Barcelona (2)           | Real Madrid         | Atlético Aviación   | Real Oviedo         | Telmo Zarra (Athletic Bilbao), 19                                                            |
| 1943–44 | Valencia (2)            | Atlético Aviación   | Sevilla             | Real Oviedo         | Mundo (Valencia), 27                                                                         |
| 1942–43 | Atlético Bilbao (5)     | Sevilla             | Barcelona           | Castellón           | Mariano Martín (Barcelona), 32                                                               |
| 1941–42 | Valencia (1)            | Real Madrid         | Atlético Aviación   | Deportivo La Coruña | Mundo (Valencia), 27                                                                         |
| 1940–41 | Atlético Aviación (2)   | Athletic Bilbao     | Valencia            | Barcelona           | Pruden (Barcelona), 30                                                                       |
| 1939–40 | Atlético Aviación (1)   | Sevilla             | Athletic Bilbao     | Real Madrid         | Víctor Unamuno (Athletic Bilbao), 20                                                         |
| 1935–36 | Athletic Bilbao (4)     | Madrid              | Oviedo              | Racing Santander    | Isidro Langara (Oviedo), 27                                                                  |
| 1934–35 | Betis (1)               | Madrid              | Oviedo              | Athletic Bilbao     | Isidro Langara (Oviedo), 26                                                                  |
| 1933–34 | Athletic Bilbao (3)     | Madrid              | Racing Santander    | Betis               | Isidro Langara (Oviedo), 27)                                                                 |
| 1932–33 | Madrid (2)              | Athletic Bilbao     | Espanyol            | Barcelona           | Manuel Olivares (Madrid), 16                                                                 |
| 1931–32 | Madrid (1)              | Athletic Bilbao     | Barcelona           | Racing Santander    | Guillermo Gorostiza (Athletic Bilbao), 12                                                    |
| 1930–31 | Athletic Bilbao (2)     | Racing Santander    | Real Sociedad       | Barcelona           | Bata (Athletic Bilbao), 26                                                                   |
| 1929–30 | Athletic Bilbao (1)     | Barcelona           | Arenas de Getxo     | Espanyol            | Guillermo Gorostiza (Barcelona), 19                                                          |
| 1929    | Barcelona (1)           | Real Madrid         | Athletic Bilbao     | Real Sociedad       | Paco Bienzobas (Real Sociedad), 14                                                           |

Notas
- Na curta existência da Segunda República Espanhola, na década de 1930, os times Reais perderam tal título. Real Madrid, Real Betis e Real Oviedo à época eram oficialmente apenas Madrid, Betis e Oviedo, respectivamente.
- O Atlético de Madrid se chamou Atlético Aviación até 1947.
- O Athletic Bilbao teve que se chamar Atlético Bilbao entre 1951 e 1973, durante o governo de Francisco Franco.
- O Espanyol teve que se chamar Español, também durante o governo de Francisco Franco, só reutilizando o nome em catalão a partir de 1995.

### Por clube
| Clube               | Títulos | Vices | Temporadas campeão | Temporadas vice-campeão |
| ------------------- | ------- | ----- | --- | --- |
| Real Madrid         | 36      | 26    | 1931–32, 1932–33, 1953–54, 1954–55, 1956–57, 1957–58, 1960–61, 1961–62, 1962–63, 1963–64, 1964–65, 1966–67, 1967–68, 1968–69, 1971–72, 1974–75, 1975–76, 1977–78, 1978–79, 1979–80, 1985–86, 1986–87, 1987–88, 1988–89, 1989–90, 1994–95, 1996–97, 2000–01, 2002–03, 2006–07, 2007–08, 2011–12, 2016–17, 2019–20, 2021–22, 2023–24 | 1928–29, 1933–34, 1934–35, 1935–36, 1941–42, 1944–45, 1958–59, 1959–60, 1965–66, 1980–81, 1982–83, 1983–84, 1991–92, 1992–93, 1998–99, 2004–05, 2005–06, 2008–09, 2009–10, 2010–11, 2012–13, 2014–15, 2015–16, 2020–21, 2022–23, 2024–25                   |
| Barcelona           | 28      | 28    | 1928–29, 1944–45, 1947–48, 1948–49, 1951–52, 1952–53, 1958–59, 1959–60, 1973–74, 1984–85, 1990–91, 1991–92, 1992–93, 1993–94, 1997–98, 1998–99, 2004–05, 2005–06, 2008–09, 2009–10, 2010–11, 2012–13, 2014–15, 2015–16, 2017–18, 2018–19, 2022–23, 2024–25                                                                         | 1929–30, 1945–46, 1953–54, 1954–55, 1955–56, 1961–62, 1963–64, 1966–67, 1967–68, 1970–71, 1972–73, 1975–76, 1976–77, 1977–78, 1981–82, 1985–86, 1986–87, 1988–89, 1996–97, 1999–00, 2003–04, 2006–07, 2011–12, 2013–14, 2016–17, 2019–20, 2021–22, 2023–24 |
| Atlético de Madrid  | 11      | 10    | 1939–40, 1940–41, 1949–50, 1950–51, 1965–66, 1969–70, 1972–73, 1976–77, 1995–96, 2013–14, 2020–21 | 1943–44, 1957–58, 1960–61, 1962–63, 1964–65, 1973–74, 1984–85, 1990–91, 2017–18, 2018–19 |
| Athletic Bilbao     | 8       | 7     | 1929–30, 1930–31, 1933–34, 1935–36, 1942–43, 1955–56, 1982–83, 1983–84 | 1931–32, 1932–33, 1940–41, 1946–47, 1951–52, 1969–70, 1997–98 |
| Valencia            | 6       | 6     | 1941–42, 1943–44, 1946–47, 1970–71, 2001–02, 2003–04 | 1947–48, 1948–49, 1952–53, 1971–72, 1989–90, 1995–96 |
| Real Sociedad       | 2       | 3     | 1980–81, 1981–82 | 1979–80, 1987–88, 2002–03 |
| Deportivo La Coruña | 1       | 5     | 1999–00 | 1949–50, 1993–94, 1994–95, 2000–01, 2001–02 |
| Sevilla             | 1       | 4     | 1945–46 | 1939–40, 1942–43, 1950–51, 1956–57 |
| Betis               | 1       | 0     | 1934–35 | — |
| Villarreal          | 0       | 1     | — | 2007–08 |
| Sporting Gijón      | 0       | 1     | — | 1978–79 |
| Real Zaragoza       | 0       | 1     | — | 1974–75 |
| Las Palmas          | 0       | 1     | — | 1968–69 |
| Racing Santander    | 0       | 1     | — | 1930–31 |

### Por cidade
| Cidade        | Títulos | Clubes                                    |
| Madrid        | 47      | Real Madrid (36), Atlético de Madrid (11) |
| Barcelona     | 28      | Barcelona (28)                            |
| Bilbau        | 8       | Athletic Bilbao (8)                       |
| Valência      | 6       | Valencia (6)                              |
| San Sebastian | 2       | Real Sociedad (2)                         |
| Sevilha       | 2       | Sevilla (1), Real Betis (1)               |
| Corunha       | 1       | Deportivo de La Coruña (1)                |

### Por província
| Província | Títulos | Clubes                                    |
| Madrid    | 47      | Real Madrid (36), Atlético de Madrid (11) |
| Barcelona | 28      | Barcelona (28)                            |
| Biscaia   | 8       | Athletic Bilbao                           |
| Valência  | 6       | Valencia                                  |
| Guipúscoa | 2       | Real Sociedad                             |
| Sevilha   | 2       | Sevilla (1), Betis (1)                    |
| Corunha   | 1       | Deportivo La Coruña (1)                   |

### Por região
| Região                | Títulos | Clubes                                    |
| Madrid                | 47      | Real Madrid (36), Atlético de Madrid (11) |
| Catalunha             | 28      | Barcelona (28)                            |
| País Basco            | 10      | Athletic Bilbao (8), Real Sociedad (2)    |
| Comunidade Valenciana | 6       | Valencia (6)                              |
| Andaluzia             | 2       | Sevilla (1), Real Betis (1)               |
| Galiza                | 1       | Deportivo La Coruña (1)                   |

## Ranking de pontos
Os dez primeiros clubes listados representam as cidades de Madrid (dois clubes, Atlético e Real), Barcelona (dois clubes, Barcelona e Espanyol), Sevilha (dois clubes, Betis e Sevilla), Vigo (um clube, o Celta), Valência (um clube, o Valencia) e o País Basco (dois clubes de duas cidades, Athletic de Bilbao e Real Sociedad de San Sebastian).
1928–2025
| Pos. | Equipes            | Temporadas | Pontos | Jogos | Vitórias | Empates | Derrotas | GP   | Tit | 1º %  | 2º %  |
| ---- | ------------------ | ---------- | ------ | ----- | -------- | ------- | -------- | ---- | --- | ----- | ----- |
| 1    | Real Madrid        | 94         | 5043   | 3066  | 1846     | 609     | 607      | 6561 | 36  | 38.3  | 28.72 |
| 2    | Barcelona          | 94         | 4957   | 3066  | 1787     | 615     | 660      | 6579 | 28  | 29.79 | 27.66 |
| 3    | Atlético de Madrid | 88         | 4053   | 2918  | 1419     | 632     | 826      | 5038 | 11  | 12.5  | 11.36 |
| 4    | Athletic Bilbao    | 94         | 3805   | 3066  | 1322     | 730     | 1013     | 5009 | 8   | 8.51  | 7.45  |
| 5    | Valencia           | 90         | 3801   | 2968  | 1294     | 710     | 964      | 4784 | 6   | 6.67  | 6.67  |
| 6    | Sevilla            | 81         | 3284   | 2706  | 1118     | 612     | 988      | 4088 | 1   | 1.23  | 1.23  |
| 7    | Espanyol           | 88         | 3040   | 2854  | 1008     | 676     | 1170     | 3852 | –   | 0.00  | 0.00  |
| 8    | Real Sociedad      | 78         | 3029   | 2606  | 991      | 652     | 963      | 3631 | 2   | 2.56  | 2.56  |
| 9    | Betis              | 59         | 2339   | 3032  | 731      | 512     | 782      | 2577 | 1   | 1.69  | 1.69  |
| 10   | Celta de Vigo      | 59         | 2164   | 2034  | 714      | 529     | 781      | 2742 | –   | 0.00  | 0.00  |

## Estatísticas e recordes

### Maiores artilheiros
Atualizado em 19 de maio de 2025
| Pos. | Jogador             | Clubes                                            | Período   | Gols | Jogos | Média |
| ---- | ------------------- | ------------------------------------------------- | --------- | ---- | ----- | ----- |
| 1    | Lionel Messi        | Barcelona                                         | 2004–2021 | 474  | 520   | 0.91  |
| 2    | Cristiano Ronaldo   | Real Madrid                                       | 2009–2018 | 311  | 292   | 1.06  |
| 3    | Telmo Zarra         | Athletic Bilbao                                   | 1940–1955 | 251  | 277   | 0.91  |
| 4    | Karim Benzema       | Real Madrid                                       | 2009–2023 | 238  | 440   | 0.54  |
| 5    | Hugo Sánchez        | Atlético de Madrid, Real Madrid, Rayo Vallecano   | 1981–1994 | 234  | 347   | 0.67  |
| 6    | Raúl                | Real Madrid                                       | 1994–2010 | 228  | 550   | 0.41  |
| 7    | Alfredo di Stéfano  | Real Madrid, Espanyol                             | 1953–1966 | 227  | 329   | 0.69  |
| 8    | César               | Granada, Barcelona, Cultural Leonesa, Elche       | 1939–1955 | 223  | 353   | 0.63  |
| 9    | Quini               | Sporting de Gijón, Barcelona                      | 1970–1987 | 219  | 448   | 0.49  |
| 10   | Pahiño              | Celta de Vigo, Real Madrid, Deportivo La Coruña   | 1943–1956 | 212  | 295   | 0.72  |
| 11   | Antoine Griezmann   | Real Sociedad, Atlético de Madrid, Barcelona      | 2010–     | 198  | 529   | 0.37  |
| 12   | Edmundo Suárez      | Valencia, Alcoyano                                | 1939–1950 | 195  | 231   | 0.84  |
| 13   | Carlos Santillana   | Real Madrid                                       | 1970–1988 | 186  | 461   | 0.40  |
| 14   | David Villa         | Zaragoza, Valencia, Barcelona, Atlético de Madrid | 2001–2014 | 185  | 344   | 0.54  |
| 15   | Guillermo Gorostiza | Athletic Bilbao, Valencia                         | 1929–1945 | 183  | 255   | 0.72  |
| 16   | Juan Arza           | Sevilla                                           | 1943–1959 | 182  | 349   | 0.52  |
| 17   | Luis Suárez         | Barcelona, Atlético de Madrid                     | 2014–2022 | 179  | 256   | 0.70  |
| 18   | Iago Aspas          | Celta de Vigo, Sevilla                            | 2012–     | 165  | 386   | 0.43  |
| 19   | Samuel Eto'o        | Real Madrid, Mallorca, Barcelona                  | 1998–2009 | 162  | 280   | 0.58  |
| 20   | Luis Aragonés       | Real Oviedo, Betis, Atlético de Madrid            | 1960–1974 | 160  | 360   | 0.44  |

### Mais partidas
Atualizado em 19 de maio de 2025
| Pos. | Jogador            | Clubes                                                                            | Período             | Jogos | Gols |
| ---- | ------------------ | --------------------------------------------------------------------------------- | ------------------- | ----- | ---- |
| 1    | Andoni Zubizarreta | Athletic Bilbao, Barcelona, Valencia                                              | 1981–1998           | 622   | 0    |
| 1    | Joaquín Sánchez    | Betis, Valencia, Málaga                                                           | 2001–2013 2015–2023 | 622   | 76   |
| 3    | Raúl García        | Osasuna, Atlético de Madrid, Athletic Bilbao                                      | 2004–2024           | 609   | 112  |
| 4    | Raúl               | Real Madrid                                                                       | 1994–2010           | 550   | 228  |
| 5    | Eusebio Sacristán  | Valladolid, Atlético de Madrid, Barcelona, Celta de Vigo                          | 1983–2002           | 543   | 36   |
| 6    | Paco Buyo          | Sevilla, Real Madrid                                                              | 1980–1997           | 542   | 0    |
| 7    | Sergio Ramos       | Sevilla, Real Madrid                                                              | 2003–2021 2023–2024 | 536   | 77   |
| 8    | Antoine Griezmann  | Real Sociedad, Atlético de Madrid, Barcelona                                      | 2010–               | 529   | 198  |
| 9    | Dani Parejo        | Real Madrid, Getafe, Valencia, Villarreal                                         | 2008–               | 525   | 77   |
| 10   | Manolo Sanchís     | Real Madrid                                                                       | 1983–2001           | 523   | 33   |
| 11   | Lionel Messi       | Barcelona                                                                         | 2004–2021           | 520   | 474  |
| 12   | Jesús Navas        | Sevilla                                                                           | 2003–2013 2017–2024 | 516   | 26   |
| 13   | Iker Casillas      | Real Madrid                                                                       | 1999–2015           | 510   | 0    |
| 14   | Xavi               | Barcelona                                                                         | 1998–2015           | 506   | 58   |
| 15   | Miquel Soler       | Espanyol, Barcelona, Atlético de Madrid, Sevilla, Real Madrid, Zaragoza, Mallorca | 1983–2003           | 504   | 12   |
| 16   | Fernando Hierro    | Valladolid, Real Madrid                                                           | 1987–2003           | 497   | 106  |
| 17   | Koke               | Atlético de Madrid                                                                | 2009–               | 484   | 38   |
| 18   | José Mari Bakero   | Real Sociedad, Barcelona                                                          | 1980–1997           | 483   | 139  |
| 19   | Loren              | Real Sociedad, Athletic Bilbao, Real Burgos                                       | 1984–2002           | 481   | 54   |
| 20   | Sergio Busquets    | Barcelona                                                                         | 2008–2023           | 481   | 11   |

### Treinadores com mais partidas
Atualizado em 19 de maio de 2025
| Pos. | Treinador            | Período   | Jogos |
| ---- | -------------------- | --------- | ----- |
| 1    | Luis Aragonés        | 1974–2004 | 756   |
| 2    | Javier Irureta       | 1988–2008 | 612   |
| 3    | Miguel Muñoz         | 1958–1982 | 608   |
| 4    | Ernesto Valverde     | 2003–     | 549   |
| 5    | Víctor Fernández     | 1990–2015 | 544   |
| 6    | Manuel Pellegrini    | 2004–     | 514   |
| 7    | Joaquín Caparrós     | 1999–     | 512   |
| 8    | Diego Simeone        | 2011–     | 511   |
| 9    | Javier Clemente      | 1981–2012 | 511   |
| 10   | Ferdinand Daučík     | 1950–1971 | 488   |
| 11   | John Toshack         | 1985–2004 | 480   |
| 12   | José Luis Mendilibar | 2005–     | 468   |
| 13   | Javier Aguirre       | 2002–     | 466   |
| 14   | Marcel Domingo       | 1958–1984 | 455   |
| 15   | Marcelino García     | 2006–     | 433   |
| 16   | Ricardo Zamora       | 1939–1962 | 417   |
| 17   | Miguel Ángel Lotina  | 1992–2012 | 417   |
| 18   | José Maria Maguregui | 1973–1990 | 415   |
| 19   | Lorenzo Serra Ferrer | 1983–2006 | 413   |
| 20   | Gregorio Manzano     | 1999–2013 | 411   |

## Jogadores premiados
- Premiações ganhas enquanto jogadores de clubes espanhóis.

### Melhor Jogador do Mundo pela FIFA
| Ano  | Jogador           | Clube       |
| ---- | ----------------- | ----------- |
| 1996 | Ronaldo           | Barcelona   |
| 1999 | Rivaldo           | Barcelona   |
| 2001 | Luís Figo         | Real Madrid |
| 2002 | Ronaldo           | Real Madrid |
| 2003 | Zinédine Zidane   | Real Madrid |
| 2004 | Ronaldinho Gaúcho | Barcelona   |
| 2005 | Ronaldinho Gaúcho | Barcelona   |
| 2006 | Fabio Cannavaro   | Real Madrid |
| 2009 | Lionel Messi      | Barcelona   |
| 2024 | Vinícius Júnior   | Real Madrid |

### Ballon d'Or
| Ano  | Jogador            | Clube       |
| ---- | ------------------ | ----------- |
| 1957 | Alfredo Di Stéfano | Real Madrid |
| 1958 | Raymond Kopa       | Real Madrid |
| 1959 | Alfredo Di Stéfano | Real Madrid |
| 1960 | Luis Suárez        | Barcelona   |
| 1973 | Johan Cruijff      | Barcelona   |
| 1974 | Johan Cruijff      | Barcelona   |
| 1994 | Hristo Stoichkov   | Barcelona   |
| 1999 | Rivaldo            | Barcelona   |
| 2000 | Luís Figo          | Real Madrid |
| 2002 | Ronaldo            | Real Madrid |
| 2005 | Ronaldinho         | Barcelona   |
| 2006 | Fabio Cannavaro    | Real Madrid |
| 2009 | Lionel Messi       | Barcelona   |
| 2016 | Cristiano Ronaldo  | Real Madrid |
| 2017 | Cristiano Ronaldo  | Real Madrid |
| 2018 | Luka Modrić        | Real Madrid |
| 2019 | Lionel Messi       | Barcelona   |
| 2021 | Lionel Messi       | Barcelona   |
| 2022 | Karim Benzema      | Real Madrid |

### FIFA Ballon d'Or
| Ano  | Jogador           | Clube       |
| ---- | ----------------- | ----------- |
| 2010 | Lionel Messi      | Barcelona   |
| 2011 | Lionel Messi      | Barcelona   |
| 2012 | Lionel Messi      | Barcelona   |
| 2013 | Cristiano Ronaldo | Real Madrid |
| 2014 | Cristiano Ronaldo | Real Madrid |
| 2015 | Lionel Messi      | Barcelona   |

### The Best FIFA
| Ano  | Jogador           | Clube       |
| ---- | ----------------- | ----------- |
| 2016 | Cristiano Ronaldo | Real Madrid |
| 2017 | Cristiano Ronaldo | Real Madrid |
| 2018 | Luka Modrić       | Real Madrid |
| 2019 | Lionel Messi      | Barcelona   |

### Prêmios europeus

#### Melhor jogador da UEFA
| Temporada | Jogador           | Clube       |
| --------- | ----------------- | ----------- |
| 2010–11   | Lionel Messi      | Barcelona   |
| 2011–12   | Andrés Iniesta    | Barcelona   |
| 2013–14   | Cristiano Ronaldo | Real Madrid |
| 2014–15   | Lionel Messi      | Barcelona   |
| 2015–16   | Cristiano Ronaldo | Real Madrid |
| 2016–17   | Cristiano Ronaldo | Real Madrid |
| 2017–18   | Luka Modrić       | Real Madrid |
| 2021–22   | Karim Benzema     | Real Madrid |

#### Melhor defensor da UEFA
| Temporada | Jogador         | Clube       |
| --------- | --------------- | ----------- |
| 1997–98   | Fernando Hierro | Real Madrid |
| 2000–01   | Roberto Ayala   | Valencia    |
| 2001–02   | Roberto Carlos  | Real Madrid |
| 2002–03   | Roberto Carlos  | Real Madrid |
| 2005–06   | Carles Puyol    | Barcelona   |
| 2016–17   | Sergio Ramos    | Real Madrid |
| 2017–18   | Sergio Ramos    | Real Madrid |

#### Melhor meia da UEFA
| Temporada | Jogador         | Clube       |
| --------- | --------------- | ----------- |
| 1999–00   | Gaizka Mendieta | Valencia    |
| 2000–01   | Gaizka Mendieta | Valencia    |
| 2005–06   | Deco            | Barcelona   |
| 2008–09   | Xavi Hernández  | Barcelona   |
| 2016–17   | Luka Modrić     | Real Madrid |
| 2017–18   | Luka Modrić     | Real Madrid |

#### Melhor atacante da UEFA
| Temporada | Jogador           | Clube       |
| --------- | ----------------- | ----------- |
| 1999–00   | Raúl              | Real Madrid |
| 2000–01   | Raúl              | Real Madrid |
| 2001–02   | Raúl              | Real Madrid |
| 2004–05   | Ronaldinho Gaúcho | Barcelona   |
| 2005–06   | Samuel Eto'o      | Barcelona   |
| 2008–09   | Lionel Messi      | Barcelona   |
| 2016–17   | Cristiano Ronaldo | Real Madrid |
| 2018–19   | Lionel Messi      | Barcelona   |

#### Chuteira de Ouro
| Temporada | Jogador           | Clube           | Gols | Pontos |
| --------- | ----------------- | --------------- | ---- | ------ |
| 1989–90   | Hugo Sánchez      | Real Madrid     | 38   | —      |
| 1996–97   | Ronaldo           | Barcelona       | 34   | 68     |
| 2002–03   | Roy Makaay        | La Coruña       | 29   | 58     |
| 2004–05   | Diego Forlán      | Villarreal      | 25   | 50     |
| 2008–09   | Diego Forlán      | Atlético Madrid | 32   | 64     |
| 2009–10   | Lionel Messi      | Barcelona       | 34   | 68     |
| 2010–11   | Cristiano Ronaldo | Real Madrid     | 40   | 80     |
| 2011–12   | Lionel Messi      | Barcelona       | 50   | 100    |
| 2012–13   | Lionel Messi      | Barcelona       | 46   | 92     |
| 2013–14   | Cristiano Ronaldo | Real Madrid     | 31   | 62     |
| 2014–15   | Cristiano Ronaldo | Real Madrid     | 48   | 96     |
| 2015–16   | Luis Suárez       | Barcelona       | 40   | 80     |
| 2016–17   | Lionel Messi      | Barcelona       | 37   | 74     |
| 2017–18   | Lionel Messi      | Barcelona       | 34   | 68     |
| 2018–19   | Lionel Messi      | Barcelona       | 36   | 72     |

## Maiores torcidas
Maiores torcidas da Espanha, todos os clubes citados com mais de 1%, pesquisa de junho de 2014, elaborada pelo Centro de Investigaciones Sociológicas (CIS).
1. Real Madrid : 41,9% (cerca de 20.000.000)
2. Barcelona : 21,4% (cerca de 12.000.000)
3. Atlético de Madrid : 6,1% (cerca de 2.900.000)
4. Valencia : 3,5% (cerca de 1.660.000)
5. Athletic de Bilbao : 3,3% (cerca de 1.560.000)
6. Real Betis : 3,2% (cerca de 1.520.000)
7. Real Sociedad : 1,9% (cerca de 900.000)
8. La Coruña : 1,5% (cerca de 710.000)
9. Celta de Vigo : 1,3% (cerca de 618.000)
10. Real Zaragoza : 1,3% (cerca de 618.000)
11. C.A. Osasuna : 1,2% (cerca de 570.000)
12. Sevilla : 1,1% (cerca de 520.000)
13. UD Las Palmas : 1,1% (cerca de 520.000)
14. Sporting de Gijón : 1,0% (cerca de 475.000)

## Clubes nas redes sociais
10 clubes espanhóis tinham mais de 1 milhão de seguidores nas principais redes sociais ao final de 2017: Barcelona (157,5 M) e Real Madrid (156,6 M) com muito destaque, o Atlético de Madrid (18,8 M) entre os maiores do mundo, o Valência (4,5 M) também com grande representação e o Sevilla (2,6 M) fechando o grupo com mais de 2 milhões de seguidores, com o Athletic de Bilbao (1,8 M) vindo a seguir. Completam a lista o Real Sociedad (1,7 M), Málaga (1,6 M), Real Betis (1,3 M) e Villareal (1,2 M).

## Ligas mais fortes da Europa (UEFA)
No ranking abaixo as posições do ranking do coeficientes da UEFA (a posição do ano passado estar entre parênteses). As abreviatura CL e EL depois dos coeficientes indicam o número de representantes de cada liga na temporada de 2018/19 da Liga dos Campeões e da Liga Europa.
1. (2)  Espanha (Liga, Copa) – Coeficiente: 103,569 – CL: 4, EL: 3 

2. (1)  Inglaterra (Liga, Copa, Copa da Liga) – Coeficiente: 85,462 – CL: 4, EL: 2 

3. (3)  Itália (Liga, Copa) – Coeficiente: 74,725 – CL: 4, EL: 4 

4. (4)  Alemanha (Liga, Copa) – Coeficiente: 71,927 – CL: 4, EL: 2 

5. (5)  França (Liga, Copa) – Coeficiente: 58,498 – CL: 3, EL: 2

## Enlace externo
Mapa interativo com todos os clubes da história de La Liga.